# Vasilij Berezutskij
Vasilij Vladimirovitj Berezutskij (ryska: Василий Владимирович Березуцкий), född 20 juni 1982 i Moskva, är en rysk före detta fotbollsspelare som under större delen av sin karriär spelade för CSKA Moskva. Han har även spelat för Rysslands herrlandslag i fotboll. Hans tvillingbror Aleksej spelade även han som försvarare i CSKA Moskva.